# Đảng Xã hội Chủ nghĩa Thống nhất Venezuela
Đảng Xã hội chủ nghĩa thống nhất Venezuela (tiếng Tây Ban Nha: Partido Socialista Unido de Venezuela, viết tắt là PSUV) là đảng chính trị của giai cấp công nhân và nhân dân lao động Venezuela, đây là một chính đảng cánh tả theo học thuyết Chủ nghĩa xã hội Thế kỷ 21 của cố tổng thống Hugo Chávez và tư tưởng Simon Bolivar. Hiện nay là đảng cầm quyền ở Venezuela.

## Cấu trúc
Đứng đầu ở là Tổng thống Nicolas Maduro, phó chủ tịch (Diosdado Cabello), và 29 thành viên:
- Adán Chávez
- Alí Rodríguez Araque
- Ana Elisa Osorio
- Antonia Muñoz
- Aristóbulo Istúriz
- Carlos Escarrá
- Darío Vivas
- Cilia Flores
- Elías Jaua
- Érika Farías
- Freddy Bernal
- Héctor Navarro
- Héctor Rodríguez
- Jacqueline Faría
- Jorge Rodríguez
- Luis Reyes Reyes
- María Cristina Iglesias
- María León
- Mario Silva
- Nicolás Maduro
- Nohelí Pocaterra
- Rafael Ramírez
- Ramón Rodríguez Chacín
- Rodrigo Cabezas
- Tarek El Aissami
- Vanessa Davies
- Willian Lara
- Yelitza Santaella

## Kết quả bầu cử

### Tổng thống
| Năm bầu cử | Tên                                    | Vòng đầu tiên      | Vòng đầu tiên     | Vòng thứ hai       | Vòng thứ hai      |
| Năm bầu cử | Tên                                    | # of overall votes | % of overall vote | # of overall votes | % of overall vote |
| ---------- | -------------------------------------- | ------------------ | ----------------- | ------------------ | ----------------- |
| 2012       | Hugo Chávez                            | 8,191,132          | 55.07 (#1)        |                    |                   |
| 2012       | Major party in "Great Patriotic Pole". |                    |                   |                    |                   |
| 2013       |                                        |                    |                   |                    |                   |

### Quốc hội
| Năm bầu cử | # of overall votes | % of overall vote | # of overall seats won | +/– |
| ---------- | ------------------ | ----------------- | ---------------------- | --- |
| 2010       | 5,451,419          | 48.3 (#1)         | 97 / 165               | –   |